# Canon EOS R

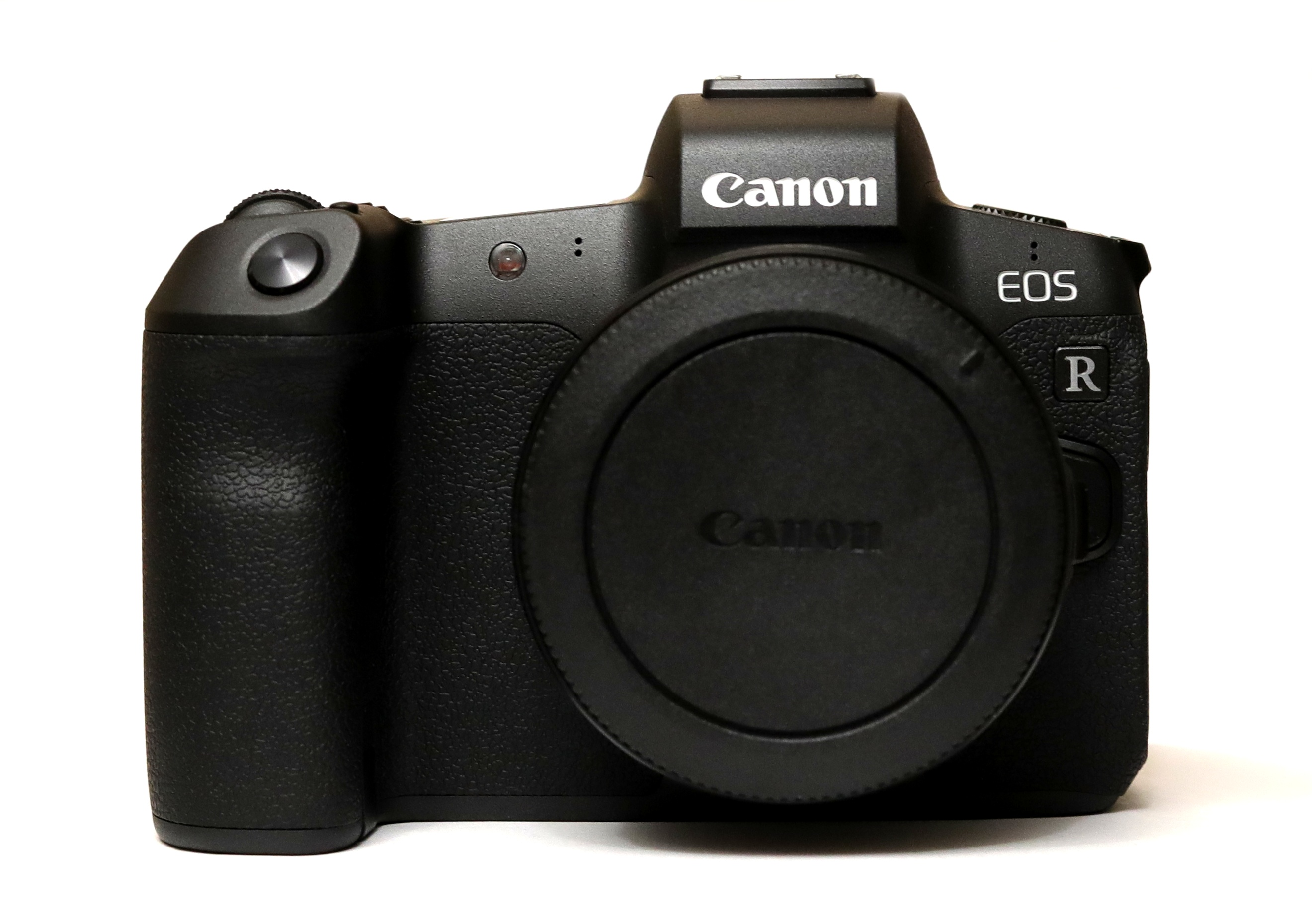
Canon EOS R

Canon EOS R — цифровий бездзеркальний фотоапарат з повнокадровою КМОП-матрицею, офіційно анонсований компанією Canon 5 вересня 2018 року. Початок продажів запланований на 9 жовтня 2018 року. Камера підтримує стандарти Canon EOS, розроблені для дзеркальних фотоапаратів, і оснащена сучасним 12-контактним байонетом Canon RF зі скороченим робочим відрізком.

## Характеристики
Найбільш вдалим елементом фотоапарата розробники вважають систему гібридного автофокусу, працездатну при рекордно низькій освітленості. Фотоапарат зібраний в пилезахисному корпусі з магнієвого сплаву, і має наступні особливості:
- Повнокадрова матриця з роздільною здатністю 30,3 мегапікселів;
- Процесор DIGIC 8;
- Для роботи з об'єктивами стандартів Canon EF і Canon EF-S випущені три різних адаптери: звичайний EF-EOS R, з керуючим кільцем і з оправою для вставних світлофільтрів. Об'єктиви стандарту Canon EF-M не підтримуються через коротший робочий відрізок;
- Електронний видошукач із збільшенням 0,71× і винесеною вихідною зіницею окуляра;
- Поворотний екран типу TFT з автоматичним і ручним налаштуванням яскравості;
- Запис відео стандарту 4K з частотою 30 кадрів в секунду, або стандарту 720p з частотою до 120 кадрів в секунду;
- Вбудовані модулі Bluetooth і Wi-Fi;
- Дистанційне керування зі смартфона за допомогою мобільного додатку Canon Camera Connect.
- Підтримка режиму E-TTL II усіх спалахів серії Canon Speedlite, випущених для дзеркальних камер;
- Крім традиційних режимів автоматичного керування експозицією в камері реалізований новий, який позначений в меню Fv. При цьому можлива ручна установка одного або декількох параметрів при автоматичному регулюванні залишилися не встановленими.

Відпрацювання експозиції може відбуватися як за допомогою фокального затвора з витримкою синхронізації 1/200 секунди, так і без нього регулюванням часу зчитування матриці. Останній режим забезпечує абсолютно безшумну роботу камери, але доступний тільки при покадровій зйомці. Серійна безшумна зйомка планується в наступній прошивці . Розробники відмовилися від оснащення камери внутрішньою системою стабілізації зображення зміщенням матриці з міркувань здешевлення і збереження ефективного відведення тепла фотосенсора.

## Див.також
- Canon
- Canon EOS M